# Szigetszentmiklós (distrikt)
Szigetszentmiklós är ett distrikt i Ungern. Det ligger i provinsen Pest, i den centrala delen av landet, söder om huvudstaden Budapest.